# Adansonia digitata

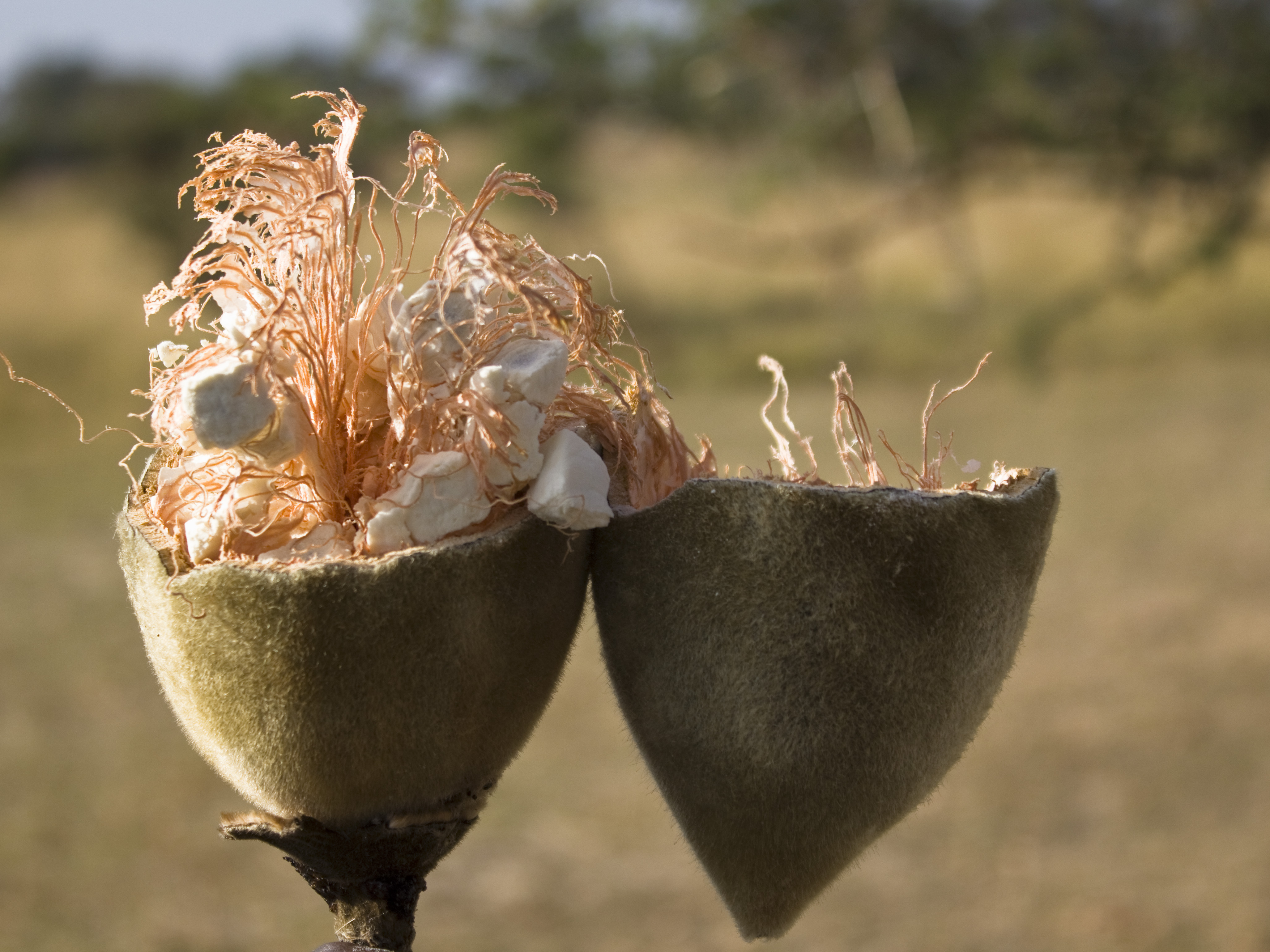
Adansonia digitata

Adansonia digitata là một loài thực vật có hoa trong họ Cẩm quỳ. Loài này được L. mô tả khoa học đầu tiên năm 1753.